# Peter Värbrand
Peter Värbrand, född 1958, är sedan 2001 professor i optimeringslära vid institutionen för Teknik och naturvetenskap (ITN) vid Linköpings universitet.
Värbrand disputerade 1988 på en avhandling om Generalized assignment type problems(en). Han har forskat om och publicerat artiklar och böcker om optimeringsproblem för effektiv användning av till exempel ambulanser, lastbilar eller tillgängliga frekvenser och trafik i mobiltelefonnät.
Han utsågs till professor i optimeringslära 2001, och är sedan 2012 vice rektor vid Linköpings universitet.